# Prêmio Bibi Ferreira de Melhor Ator Coadjuvante em Musical
O Prêmio Bibi Ferreira para Melhor Ator Coadjuvante em Musical é um prêmio anual destinado a melhor interpretação coadjuvante masculina do teatro musical brasileiro. 
A categoria está presente desde a primeira edição da premiação, ocasião em que Claudio Galvan ganhou por sua atuação em A Família Addams.
Ao todo 44 atores foram indicados para essa categoria desde 2013. Frederico Silveira é atualmente o ator que recebeu mais indicações para a categoria, com três ao todo, sendo em  2014 por Jesus Cristo Superstar (ocasião na qual venceu), em 2019 por O Fantasma da Ópera  e em 2022 por A Família Addams. 

## Vencedores e indicados
| Ano       | Vencedo e indicados      | Musical                                             |
| --------- | ------------------------ | --------------------------------------------------- |
| 2013      | Claudio Galvan           | A Família Addams                                    |
| 2013      | Ícaro Silva              | Rock in Rio - O Musical                             |
| 2013      | Maurício Xavier          | New York, New York                                  |
| 2013      | Ubiraçy Paraná do Brasil | Alô, Dolly!                                         |
| 2013      | Victor Maia              | Quase Normal                                        |
| 2014      | Frederico Silveira       | Jesus Cristo Superstar                              |
| 2014      | Adrén Alves              | Gonzagão, a Lenda                                   |
| 2014      | Marcelo Klabin           | O Rei Leão                                          |
| 2014      | Marcos Tumura            | Crazy For You                                       |
| 2014      | Ronaldo Reis             | O Rei Leão                                          |
| 2015      | Daniel Costa             | Urinal, o Musical                                   |
| 2015      | Caike Luna               | Bilac, Vê Estrelas                                  |
| 2015      | Fernando Eiras           | O Grande Circo Místico                              |
| 2015      | Thelmo Fernandes         | S’Imbora – O Musical “A Historia de Wilson Simonal” |
| 2015      | Thiago Machado           | Mudança de Hábito                                   |
| 2016      | Patrick Amstalden        | O Musical Mamonas                                   |
| 2016      | André Dias               | Ou Tudo Ou Nada                                     |
| 2016      | Mateus Ribeiro           | Meu Amigo Charlie Brown                             |
| 2016      | Maurício Tizumba         | Gabriela, um Musical                                |
| 2016      | Nicholas Maia            | We Will Rock You                                    |
| 2017      | Ivan Parente             | Les Misérables                                      |
| 2017      | Marcel Octavel           | Rocky Horror Show                                   |
| 2017      | Nando Pradho             | Les Misérables                                      |
| 2017      | Nicola Lama              | Rocky Horror Show                                   |
| 2017      | Sandro Christopher       | My Fair Lady                                        |
| 2018      | Eduardo Rios             | O Auto do Reino do Sol - Suassuna                   |
| 2018      | Chris Penna              | Bibi, uma Vida em Musical                           |
| 2018      | Daniel Boaventura        | Peter Pan                                           |
| 2018      | Edgar Bustamante         | Os Produtores                                       |
| 2018      | Renato Luciano           | O Auto do Reino do Sol - Suassuna                   |
| 2019      | Pedro Arrais             | As Cangaceiras                                      |
| 2019      | Érico Brás               | Dancin’ Days                                        |
| 2019      | Frederico Silveira       | O Fantasma da Ópera                                 |
| 2019      | Marco França             | As Cangaceiras                                      |
| 2019      | Thiago Machado           | Tick, Tick, Boom                                    |
| 2020/2021 | Diego Velloso            | Chaves - Um Tributo Musical                         |
| 2020/2021 | Alan Rocha               | A Cor Púrpura, o Musical                            |
| 2020/2021 | Lucas Cândido            | Madagascar, uma Aventura Musical                    |
| 2020/2021 | Sérgio Menezes           | A Cor Púrpura, o Musical                            |
| 2022      | André Torquato           | Tatuagem                                            |
| 2022      | Frederico Silveira       | A Família Addams                                    |
| 2022      | Ghui Leal                | Charlie e a Fantástica Fábrica de Chocolate         |
| 2022      | Lucas Cândido            | Chicago                                             |
| 2022      | Rodrigo Miallaret        | Charlie e a Fantástica Fábrica de Chocolate         |
| 2023      | George Sauma             | Alguma Coisa Podre!                                 |
| 2023      | André Torquato           | West Side Story                                     |
| 2023      | Cláudio Lins             | Bonnie & Clyde                                      |
| 2023      | Marco França             | O Bem Amado Musicado                                |
| 2023      | Tiago Abravanel          | Anastasia, o Musical                                |
| 2024      | César Mello              | Uma Linda Mulher - o Musical                        |
| 2024      | Fabrizio Gorziza         | Priscilla, a Rainha do Deserto                      |
| 2024      | Márcio Sam               | Um Grande Encontro, o Musical                       |
| 2024      | Stepan Nercessian        | O Rei do Rock, o Musical                            |
| 2024      | Tauã Delmiro             | Bob Esponja, o Musical                              |